# Sulfolan
Sulfolan (sulfon tetrametylowy) – heterocykliczny związek chemiczny z grupy sulfonów. Jest to przezroczysta, bezbarwna ciecz mieszająca się z wodą w każdym stosunku. Stosowany jako rozpuszczalnik aprotonowy. Sulfolan został pierwotnie opracowany przez firmę Shell w 1960 roku do oczyszczania butadienu.

## Właściwości chemiczne
Sulfolan jest pięcioczłonowym heterocyklicznym związkiem siarkoorganicznym, zawierającym sulfonylową grupę funkcyjną. Grupa ta zbudowana jest z atomu siarki połączonego wiązaniami podwójnymi z dwoma atomami tlenu. Podwójne wiązanie siarka-tlen jest silnie polarne, zapewniając mieszalność sulfolanu z wodą, natomiast szkielet węglowy wpływa na dobrą rozpuszczalność w węglowodorach, w wyniku czego sulfolan ma szerokie zastosowanie jako rozpuszczalnik do oczyszczania mieszanin węglowodorów.

## Synteza
Oryginalną metodą syntezy sulfolanu, opracowaną przez Shell Oil Company, była reakcja butadienu z dwutlenkiem siarki w wyniku czego powstał sulfolen, który był następnie uwodorniany do sulfolanu przy użyciu niklu Raneya jako katalizatora.
Wkrótce okazało się, że zarówno wydajność reakcji, jak i żywotność katalizatora można poprawić poprzez dodatek nadtlenku wodoru, a następnie neutralizację mieszaniny reakcyjnej do pH około 5–8 przed uwodornianiem. W 2006 roku odkryto, że katalizator Ni-B/MgO (amorficzny stop niklu z borem osadzony na MgO) wykazuje znacząco lepsze właściwości katalityczne niż nikiel Raneya lub Ni-B/TiO2.
Stosowane jest również utlenianie tetrahydrotiofenu nadtlenkiem wodoru. W pierwszym etapie powstaje sulfotlenek tetrametylenu, który może być dalej utleniany do sulfonu. Ponieważ pierwszy etap utleniania odbywa się w niskiej temperaturze, a drugi w wyższej, reakcja może być kontrolowana na każdym etapie.

## Zastosowanie
Sulfolan jest powszechnie stosowany jako przemysłowy rozpuszczalnik, szczególnie do wydzielania węglowodorów aromatycznych z mieszanin oraz do oczyszczania gazu ziemnego.
Pierwszy raz na dużą skalę komercyjnie wykorzystano sulfolan w procesie typu sulfinol w 1959 roku. Proces ten polega na oczyszczaniu gazu ziemnego poprzez usuwanie z niego H2S, CO2, COS i merkaptanów za pomocą mieszaniny alkanoloamin i sulfolanu. Wkrótce po wdrożeniu procesu odkryto wysoką skuteczność sulfolanu w uzyskiwaniu związków aromatycznych wysokiej czystości z mieszanin węglowodorów z wykorzystaniem ekstrakcji typu ciecz-ciecz. Proces te jest w dalszym ciągu szeroko stosowany w rafineriach i przemyśle petrochemicznym.